# Zerbst
Zerbst este un oraș în districtul Anhalt-Bitterfeld, în landul Saxonia-Anhalt, Germania. Până la reforma administrativă din 2007, Zerbstul a fost capitala districtului. Orașul are circa 16.000 de locuitori. Data fondării lui nu este cunoscută, însă prima atestare documentară datează din anul 949.
1. ↑  Alle politisch selbständigen Gemeinden mit ausgewählten Merkmalen am 31.12.2018 (4. Quartal) (în germană), Statistisches Bundesamt[*], arhivat din original la 10 martie 2019, accesat în 10 martie 2019